# Wikstroemia coriacea
Wikstroemia coriacea là một loài thực vật thuộc họ Thymelaeaceae. Đây là loài đặc hữu của Polynésie thuộc Pháp.